# Stazione di San Giovanni in Persiceto
Stazione di San Giovanni in Persiceto vasútállomás Olaszországban, San Giovanni in Persiceto településen.

## Vasútvonalak
Az állomást az alábbi vasútvonalak érintik:
- Verona–Bologna-vasútvonal
- Ferrara-Modena-vasútvonal

## Kapcsolódó állomások
A vasútállomáshoz az alábbi állomások vannak a legközelebb:
- Amola railway station
- Stazione di Osteria Nuova
- Stazione di Crevalcore